# 1440
Cette page concerne l'année 1440  du calendrier julien. Pour l'année 1440 av. J.-C., voir 1440 av. J.-C.
L'année 1440 est une année bissextile qui commence un vendredi.

## Événements
- 13 août[1]: début du règne de l'empereur aztèque Montézuma Ier (fin en 1469). Il s’engage dans des guerres de conquête.

- Japon : révolte paysanne au Yamashiro (région de Kyoto)[2].

- Début du règne de Slimane Damas, sonni du Songhaï (mort en 1464). Sous son règne, les Songhaï mènent une expédition victorieuse contre le Kissou, au sud de Tombouctou vers 1460. Ils ravagent le royaume. Le futur Ali Ber (Ali le Grand) participe à ces combats et devient un guerrier redoutable[3].
- Début du règne de oba Ewuare, (oba) roi du Bénin (fin en 1473). Il mène une politique de conquête[4].

### Europe
- 2 février : Frédéric III de Habsbourg, est élu roi des Romains à Francfort[5]. Il sera couronné empereur romain germanique à Rome en 1452 (fin de son règne en 1493). À partir de l’élection de Frédéric III, l’empereur sera désormais toujours choisi dans la famille des Habsbourg (fin en 1806).
  - À l’avènement de Frédéric III, 350 territoires distincts dépendent de l’empire, « Une anarchie à forme monarchique, voilà peut- être le nom qui conviendrait à cet être politique extraordinaire composé de parties qui ne sont pas un tout, sans capitale, sans législation, ni administration commune »[6].
- 21 février[7] : les villes de la Prusse-Orientale forment la Confédération prussienne à Elbing. L'acte de confédération est signé à Marienwerder le 14 mars[8].
- 22 février : naissance de Ladislas V le Posthume, duc d’Autriche, roi de Hongrie et de Bohême[9]. Sa mère Élisabeth de Luxembourg reçoit le soutien de Jan Jiskra, qui tient entre ses mains la Haute Hongrie et une partie des pays tchèques et moraves. Le roi et sa mère se placent sous la protection de l’empereur Frédéric III à Vienne.

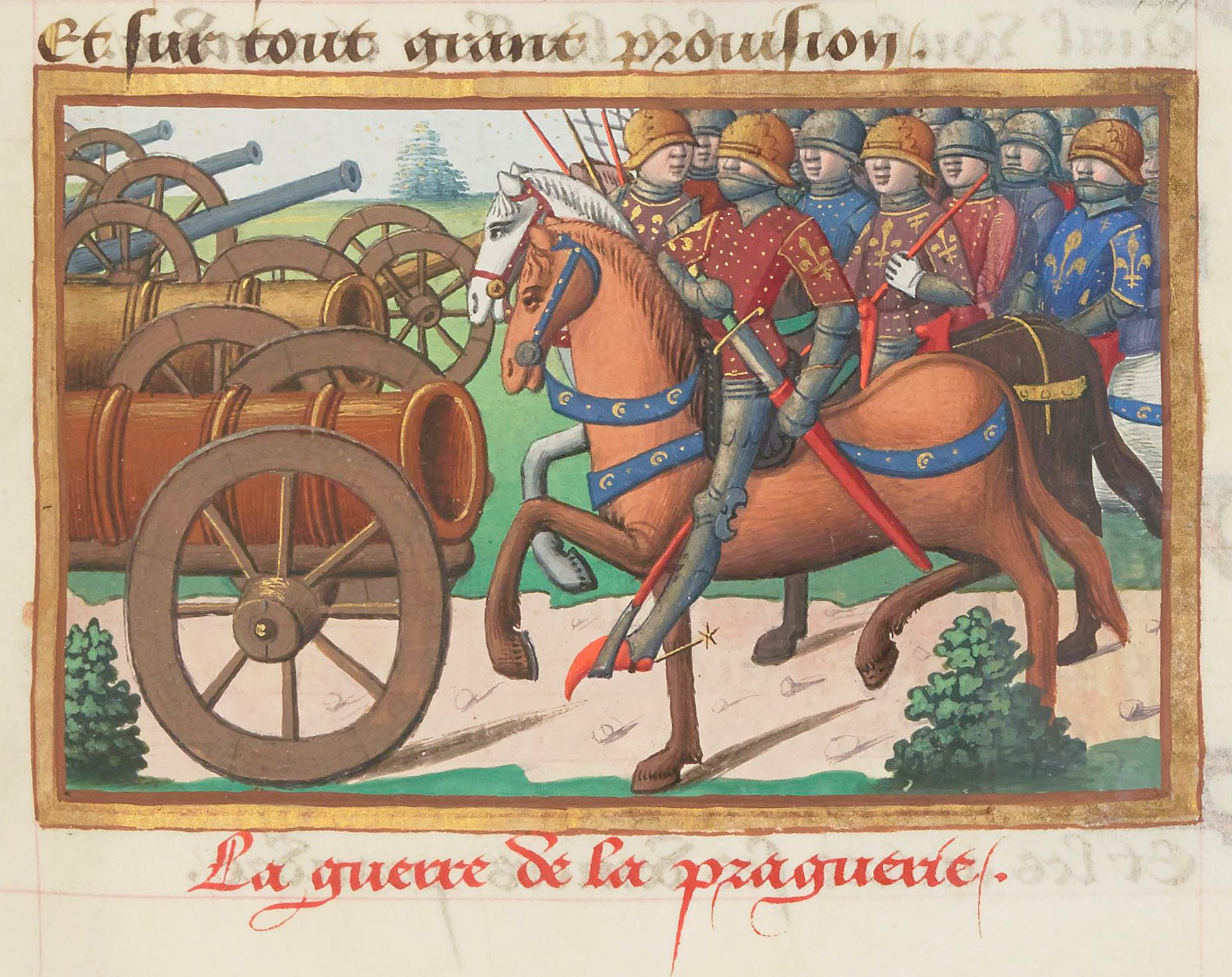
Février-juillet : Praguerie.

- Février : début de la Praguerie en France. Révolte des seigneurs (Jean II d'Alençon, Georges de La Trémoille, Charles de Bourbon, Dunois, le dauphin Louis) contre les réformes militaires, soutenue par les chefs des bandes d’écorcheurs[10].
- 2 avril - 25 mai : Lorenzo Valla écrit Sur la donation de Constantin, à lui faussement attribuée et mensongère (De falso credita et ementita Constantini donatione libri duo, livre dans lequel il affirme l'inauthenticité de la donation de Constantin à l'Église de Rome)[11].
- 3 avril : Charles VII est à Poitiers ; par une marche rapide en Poitou, en Auvergne et en Bourbonnais, ses troupes font tomber les principaux remparts des rebelles, qui s’empressent de faire amende honorable au traité de Cusset (juillet)[10].
- 9 avril : Christophe de Bavière devient roi de Danemark à Viborg[12].
- Avril : le sultan Mourad II met le siège devant Belgrade (fin en septembre)[13].
- 15 mai : couronnement de Ladislas V le Posthume (Ladislas de Habsbourg, 1440-1457), roi de Hongrie (fin en 1457)[9].
- 16 mai : mariage de Charles le Téméraire et de Catherine de France[14].
- 29 juin : victoire de Cosme de Médicis sur Milan à la bataille d'Anghiari[15].
- 17 juillet : le roi de Pologne, un Jagellon âgé de 16 ans, Ladislas, élu par la noblesse en janvier, est couronné roi de Hongrie en compétition avec Ladislas le Posthume. Le pays a deux rois jusqu’en 1444[9]. L’élection de Ladislas III Jagellon à la couronne de Hongrie contribue à faire de Cracovie le centre géographique d’un immense État catholique qui a pour vocation de juguler le germanisme et d’arrêter les progrès de l’islam ottoman.
- 23 juillet : le comte Amédée VIII de Savoie, élu pape à Bâle en 1439, est intronisé[16]. Il abdique en faveur de Ludovic de Savoie (fin en 1465).
- 24 juillet : traité de Cusset. Fin de la Praguerie. Exil de Louis, alors âgé de 17 ans, en Dauphiné[10].
- 15 septembre[17] : le sultan burjite d'Égypte Djamaq envoie une flotte qui assiège Rhodes. Elle prend Kastelórizo aux Chevaliers de Rhodes mais est défaite à Kos par la flotte des Chevaliers de Rhodes sous les ordres de Jean de Lastic.
- 21 septembre : Frédéric II de Hohenzollern devient margrave de Brandebourg (fin en 1470)[18].
- Septembre : Jean Hunyadi (1407-1456) vainc les Turcs à Belgrade. Ils lèvent le siège de la ville[13].
- 4 octobre : élection à Arboga de Christophe III de Danemark roi de Suède (fin de règne en 1448[19]. Pour accéder au trône, il s’engage à restituer l’île de Gotland à la Suède, où Éric de Poméranie continue à résider.
- 11 octobre : le collège d'Eton est fondé en Angleterre par une charte roi Henri VI[20].
- 26 octobre : Gilles de Rais, compagnon de Jeanne d'Arc, maréchal de France, est exécuté à Nantes à la suite des condamnations des cours ducale (de Bretagne) et épiscopale (de Nantes) pour entre autres meurtres et tortures d'enfant, hérésie, etc[21].

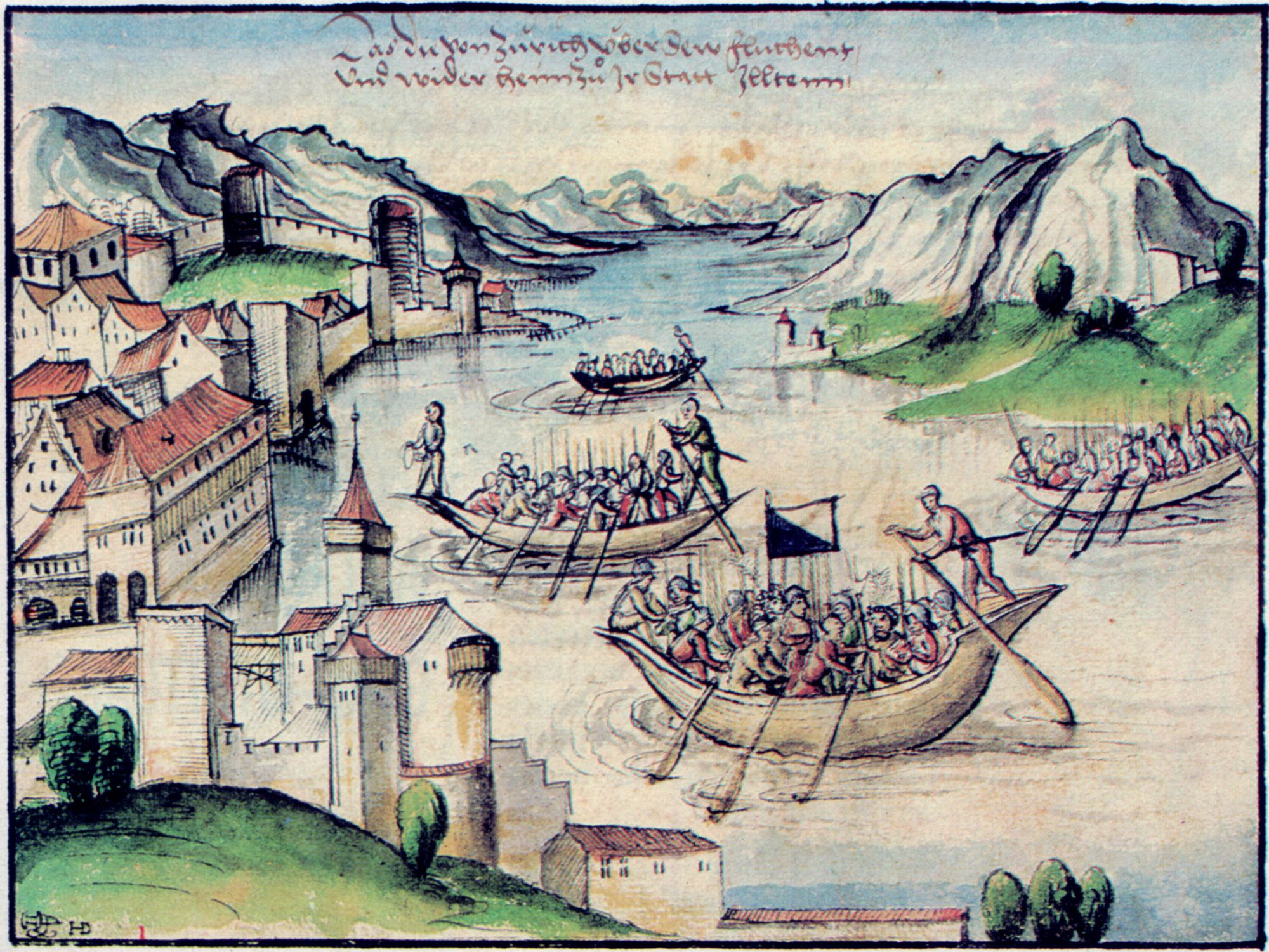
2 novembre : début de l'Ancienne guerre de Zurich.

- 2 novembre : les cantons de Schwytz et de Glaris, soutenu par les cinq autres cantons suisses, déclarent la guerre à Zurich. Début de l'Ancienne guerre de Zurich[22].
- 5 novembre : Charles d'Orléans, libéré, quitte l'Angleterre[23].
- 26 novembre : Charles d'Orléans épouse Marie de Clèves[24].

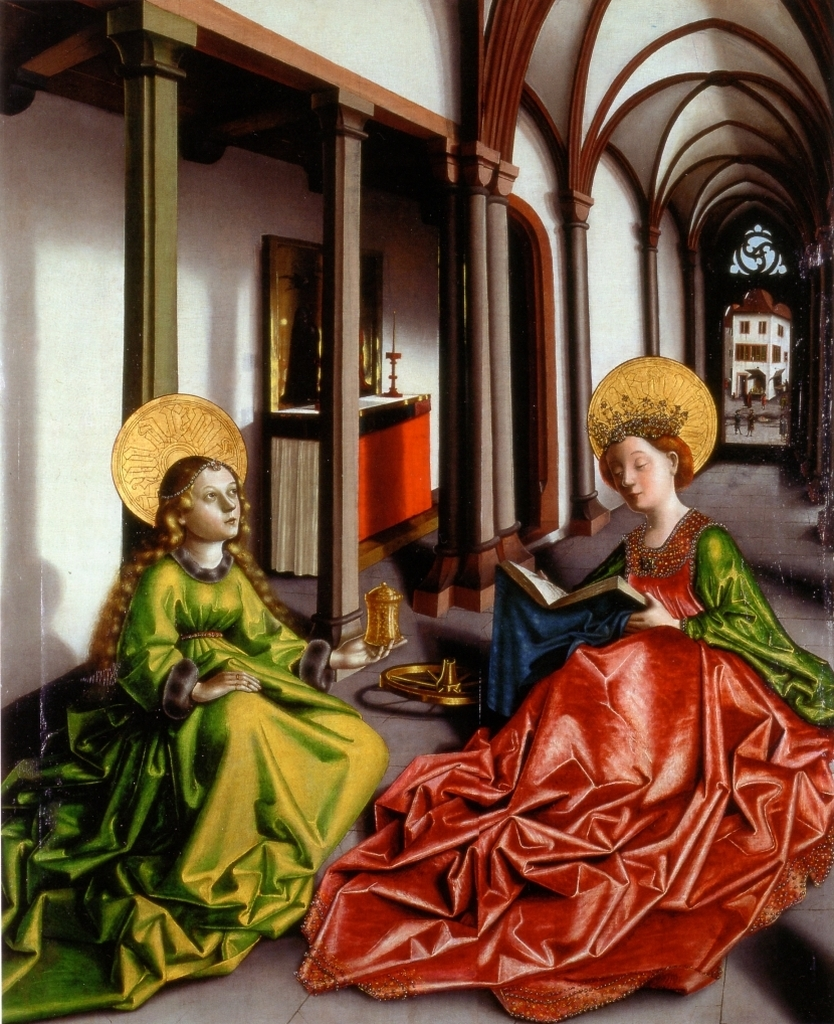
Sainte Madeleine et sainte Catherine, peinture de Konrad Witz.